# Binnert Philip van Harinxma thoe Slooten
Binnert Philip baron van Harinxma thoe Slooten (Drachten, 30 augustus 1839 - Leeuwarden, 20 november 1923) stamde uit een oud Fries adellijk geslacht en was commissaris van de Koning(in) van de provincie Friesland.

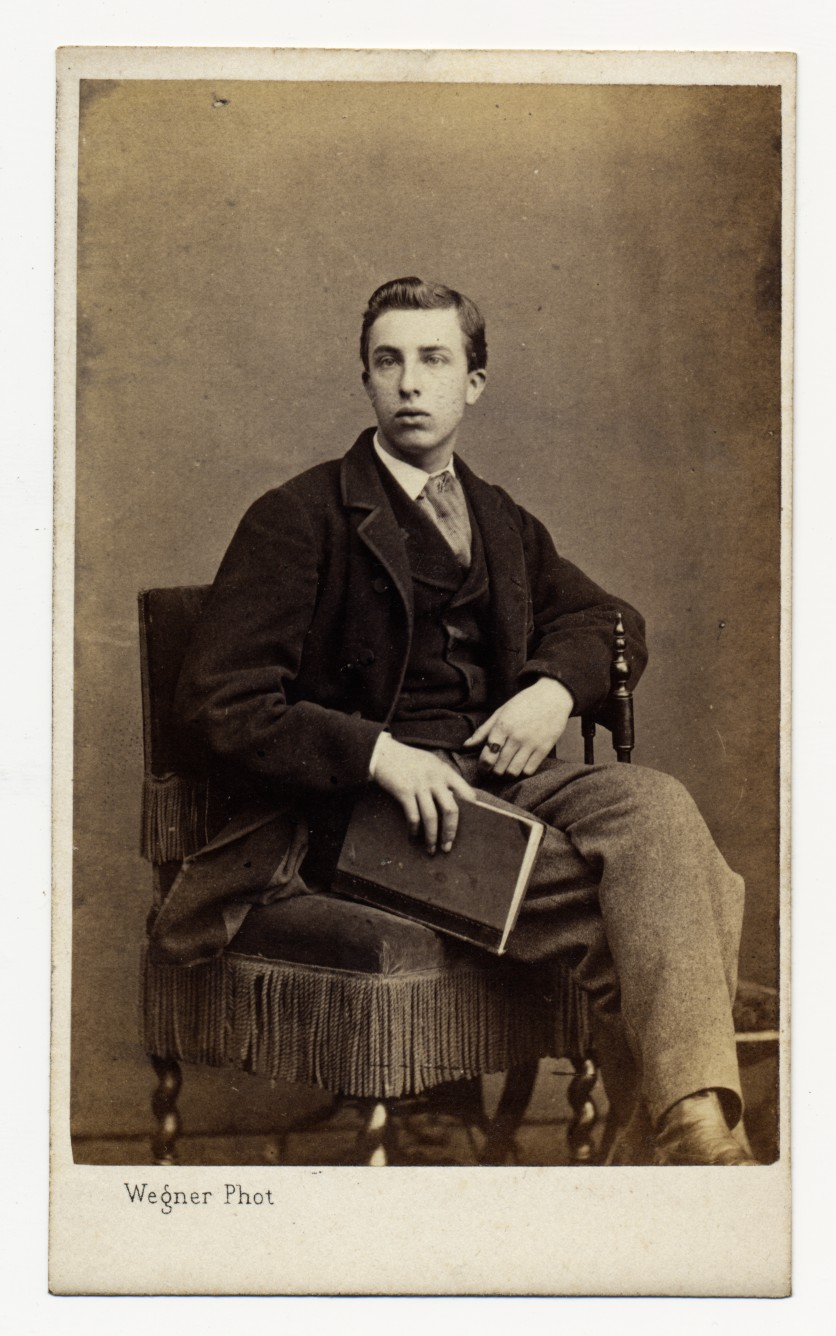
Binnert Philip van Harinxma thoe Slooten als student (omstreeks 1862)

Van Harinxma thoe Slooten studeerde rechten te Leiden. Hij werd vervolgens ambtenaar bij het Openbaar Ministerie, advocaat te Heerenveen en kantonrechter. In 1865 werd hij lid van de gemeenteraad van Opsterland; lid van de Provinciale Staten van Friesland (1878) en lid van de Tweede Kamer (1873). Van 1878 tot 1909 was hij commissaris van de Koning(in) in Friesland.
Net als zijn zoon Pieter, die hem in 1909 opvolgde als commissaris van de Koningin, ontplooide hij initiatieven op waterstaatkundig gebied (aanleg van De Nieuwe Zwemmer en het Tjongerkanaal). Tijdens zijn bestuur waren er in Friesland grote sociaaleconomische spanningen die tot stakingen leidde. Hij wilde dit krachtig aanpakken, mede omdat hij het nodige inzicht in de achtergronden van de stakingen miste.
Harinxma was buitengewoon lid van zeemanscollege Zeemansvoorzorg.